# Подольный, Яков Моисеевич
Я́ков Моисе́евич Подо́льный (11 ноября 1947, Гродно — 8 апреля 2014, Кармиэль) — гроссмейстер «Своей игры», участник команд «10-й вал» и «Братья» в спортивной версии «Что? Где? Когда?».

## Биография
Я. М. Подольный родился в городе Гродно (БССР).
Окончил Гродненский государственный медицинский институт, работал врачом-психиатром в ряде больниц Белоруссии. Был заведующим отделением в больнице в Гомеле. Позже переехал в израильский город Кармиэль. Скоропостижно скончался в 2014 году.

## Участие в интеллектуальных играх
Яков Моисеевич играл в турнирах по «Что? Где? Когда?» в составе хайфской команды «10-й вал» (2-е место на чемпионате мира 2004 года и 3-е место — в 2005 году, чемпион Израиля 2000, 2004 и 2006 годов) и тель-авивской команды «Братья» (чемпион Израиля 2008 года).
Я. М. Подольный был многолетним участником «Своей игры». Он стал членом «Золотой дюжины» ещё во II цикле игры, в финале он занял третье место. В IV цикле Я. М. Подольный был на втором месте, а в V — разделил второе и третье места с Валерием Брун-Цеховым. В VI цикле Яков Моисеевич стал победителем. В следующем цикле Подольный отстоял своё звание, но проиграл в Суперфинале 1998 года Михаилу Сахарову.
В X цикле он не участвовал по состоянию здоровья, в XI цикле пытался вернуться в Золотую Дюжину, но выступил неудачно. Вскоре после этого Я. М. Подольный переехал в Израиль и поселился в Кармиэле. В последующем Яков Моисеевич выступал не хуже, чем во времена «Золотой дюжины». Он вошёл в состав третьей семёрки гроссмейстеров и победил в шести играх.
Якова Моисеевича нередко называют патриархом «Своей игры». На протяжении многих лет он занимал первое место по количеству одержанных побед (44) и проведённых игр (67) и лишь в конце 2007 года уступил его Александру Либеру. Ведущий программы Пётр Кулешов отмечал харизматичность Подольного и его необычный охват областей знаний («Он был единственным пожилым человеком, который был знаком с новинками поп-музыки, тогда как многие его коллеги не знали даже, кто такая Алла Пугачёва»).
Личные рекорды результативности:
- Старая «Золотая дюжина»: 1800.
- Кубок Вызова-1 — «Золотая дюжина»: 50 300.

## Переводческая деятельность
Помимо работы по специальности и участия в интеллектуальных играх Яков Подольный известен также как переводчик с польского. Его переводы произведений Юлиана Тувима и Владислава Броневского вошли в изданные в России сборники этих авторов.